# Amir Sarkhosh
Amir Sarkhosh (nascut el 30 de maig de 1991) és un jugador de billar iranià.
Amir Sarkhosh va guanyar la seva primera posició internacional al Líban el 2013 i va guanyar un equip en bronze i or en solitari al campionat d'Àsia Occidental i en 2013 ha guanyat tres més en equip.

## Carrera
Sarkhosh, de 12 o 13 anys, va participar al Campionat Asiàtic de billar del 2004, on va ser eliminat a la fase de grups amb una victòria i tres derrotes (inclòs contra el finalista final Pankaj Advani). Dos anys després va ser eliminat de la fase de grups. A la Copa Asiàtica Sub-21 del 2007, va sobreviure a la fase de grups, on va guanyar tres de quatre partits, però als vuitens de final va perdre per 4-2 contra el guanyador final Xiao Guodong. Després d'una derrota a quarts de final al Campionat Asiàtic de billar sub21, l'any següent, va sobreviure a la fase de grups al Campionat Mundial Amarteur del 2008, però va tornar a perdre contra Xiao Guodong, aquesta vegada als vuitens de final. Sarkhosh també va participar al Campionat de billar sub21. Part de la Copa Asiàtica del 2009, però on va ser eliminat a la fase de grups.
El 2009 va assolir els quarts de final del campionat del món amateur sub-21 celebrat a Kisch, Iran, on va fracassar davant Liu Chuang. Després d'una participació infructuosa al Campionat Asiàtic de billar asiàtic sub-21 el 2010, va arribar a quarts de final al Campionat Asiàtic de billar asiàtic sub-21 el 2012, on va perdre contra el seu compatriota i eventual guanyador Hossein Vafaei. A la Copa del Món d'Aficionats del 2012, va ser eliminat de nou a la fase de grups. Sarkhosh va celebrar el seu major èxit en aquell moment al campionat asiàtic de billar el 2013, on va arribar a les semifinals després de sobreviure a la fase de grups. Va perdre contra el sirià Omar al-Kojah, que va perdre a la final contra Saleh Mohammadi, oponent del grup de Sarkhosh. El mateix any va ser convidat al Campionat del Món de 6 Xarxes celebrat al setembre, un torneig del Snooker Main Tour, on va ser eliminat a la fase de grups amb només una victòria (sobre Darren Morgan). Al novembre va sobreviure a la fase de grups del campionat del món amateur invicte, finalment va ser eliminat als vuitens de final contra Darryl Hill. A la Copa Asiàtica del 2014 va perdre a la primera ronda principal contra Thor Chuan Leong. Per segon any consecutiu, Sarkhosh va participar al campionat del món de 6 vermells al setembre, on va ser eliminat de la fase de grups amb dues victòries de cinc partits.
A la Copa del Món d'Aficionats del 2014, Sarkhosh va arribar a quarts de final, on va ser eliminat per 3: 6 contra el Kritsanut Lertsattayathorn. A la Copa Asiàtica del 2015 va sobreviure a la fase de grups, però va tornar a perdre contra Kritsanut Lertsattayathorn a la primera ronda principal. A la Copa Mundial d'Afeccionats del 2015, va sobreviure a la fase de grups i va passar a la segona ronda principal, on va ser derrotat per l'indi Pankaj Advani. Al campionat asiàtic de 6 vermells 2016 va passar a la primera ronda principal, on va ser eliminat per Habib Subah. Al campionat asiàtic de billar del mateix any va arribar a les semifinals, però va perdre contra Mohammed Shebab. Al campionat del món amateur del 2016 va arribar als vuitens de final, on va perdre contra el seu compatriota Hamed Zarehdoust. Als vuitens de final de la Asian Snooker Cup 2017, Sarkhosh va perdre contra Mohammed Al Joker.
El juliol i agost de 2017, Sarkhosh va participar al campionat asiàtic de 6 vermells i al campionat mundial de 6 vermells IBSF, on va ser eliminat a la segona ronda en ambdues ocasions. Després d'una participació infructuosa als Jocs Asiàtics de Sala 2017, va passar a la final del campionat del món amateur, on va perdre contra Pankaj Advani amb 2: 8. Va arribar a la seva segona final consecutiva al campionat asiàtic de billar de 2018, aquesta vegada derrotant el seu compatriota Ali Ghareghouzlo per 6-1.

## Rendiment i cronologia de les classificacions
| Tournament                 | 2015/16  | 2016/17  | 2017/18  | 2018/19   | 2019/20   |
| -------------------------- | -------- | -------- | -------- | --------- | --------- |
| Ranking                    | [ nb 2 ] | [ nb 2 ] | [ nb 3 ] | 86        | [ nb 4 ]  |
| Ranking tournaments        |          |          |          |           |           |
| Riga Masters               | MR       | A        | LQ       | LQ        | WD        |
| International Championship | A        | A        | LQ       | LQ        | LQ        |
| China Championship         | NH       | NR       | LQ       | LQ        | LQ        |
| English Open               | NH       | A        | 1R       | 1R        | 1R        |
| World Open                 | NH       | A        | LQ       | LQ        | LQ        |
| Northern Ireland Open      | NH       | A        | 1R       | 1R        | 2R        |
| UK Championship            | A        | A        | 1R       | 1R        | 1R        |
| Scottish Open              | NH       | A        | 1R       | 2R        | 1R        |
| Europaan Masters           | NH       | A        | WD       | LQ        | LQ        |
| German Masters             | A        | A        | LQ       | LQ        | LQ        |
| World Grand Prix           | DNQ      | DNQ      | DNQ      | DNQ       | DNQ       |
| Welsh Open                 | A        | A        | 2R       | 2R        | 4R        |
| Shoot-Out                  | NR       | A        | 1R       | A         | 3R        |
| Players Championship       | DNQ      | DNQ      | DNQ      | DNQ       | DNQ       |
| Gibraltar Open             | MR       | A        | 3R       | 1R        | 2R        |
| Tour Championship          | Not Held | Not Held | Not Held | DNQ       | DNQ       |
| World Championship         | A        | WD       | LQ       | LQ        | LQ        |
| Variant format tournaments |          |          |          |           |           |
| Six-red World Championship | RR       | A        | RR       | A         | A         |
| Former ranking tournaments |          |          |          |           |           |
| Shanghai Masters           | A        | A        | 1R       | Non-Rank. | Non-Rank. |
| Paul Hunter Classic        | MR       | A        | WD       | A         | NR        |
| Indian Open                | NH       | A        | 1R       | 2R        | NH        |
| China Open                 | A        | A        | LQ       | LQ        | NH        |

| Performance Table Legend | Performance Table Legend           | Performance Table Legend | Performance Table Legend                                                           | Performance Table Legend | Performance Table Legend     |
| ------------------------ | ---------------------------------- | ------------------------ | ---------------------------------------------------------------------------------- | ------------------------ | ---------------------------- |
| LQ                       | lost in the qualifying draw        | #R                       | lost in the early rounds of the tournament (WR = Wildcard round, RR = Round robin) | QF                       | lost in the quarter-finals   |
| SF                       | lost in the semi-finals            | F                        | lost in the final                                                                  | W                        | won the tournament           |
| DNQ                      | did not qualify for the tournament | A                        | did not participate in the tournament                                              | WD                       | withdrew from the tournament |

| NH / Not Held            | NH / Not Held            | NH / Not Held            | NH / Not Held            | event was not held                     |
| NR / Non-Ranking Event   | NR / Non-Ranking Event   | NR / Non-Ranking Event   | NR / Non-Ranking Event   | event is/was no longer a ranking event |
| R / Ranking Event        | R / Ranking Event        | R / Ranking Event        | R / Ranking Event        | event is/was a ranking event           |
| MR / Minor-Ranking Event | MR / Minor-Ranking Event | MR / Minor-Ranking Event | MR / Minor-Ranking Event | event is/was a minor-ranking event     |

1. ↑  It shows the ranking at the beginning of the season.
2. 1 2  He was an amateur.
3. ↑  New players on the Main Tour don't have a ranking.
4. ↑  Players qualified through Q School started the season without ranking points.
5. ↑  The event was called the Riga Open (2014/2015–2015/2016)

## èxits

### Final amateur: 2 (2 subcampions)
| Outcome   | No. | Year | Championship               | Opponent in the final | Score | Ref    |
| Runner-up | 1.  | 2013 | 2013 AIMAG Billiards Venue | Xiao Guodong          | 5–4   |        |
| Runner-up | 1.  | 2017 | World Amateur Championship | Pankaj Advani         | 8–2   |        |
| Runner-up | 1.  | 2019 | Challenge Tour 2           | Jake Nicholson        | 3–1   | [ 12 ] |
| Runner-up | 1.  | 2019 | Challenge Tour 8           | Andreas Ploner        | 3–2   | [ 12 ] |
| Runner-up | 1.  | 2018 | Challenge Tour 3           | George Pragnell       | 3–2   | [ 12 ] |

### Jocs asiàtics: 2 (2 campionats)
| Outcome | No. | Year | Championship                        | Opponent in the final | Score | Ref    |
| Winner  | 1.  | 2017 | Asian Indoor and Martial Arts Games | Alan Lin              | 5–0   | [ 13 ] |
| Winner  | 1.  | 2018 | ACBS Asian Snooker Championship     | Ali Ghareghouzlo      | 6–1   | [ 14 ] |

### Challenge Tour 2 (21-22 de setembre de 2019)
| Outcome | No. | Year | Championship     | Opponent in the final | Score | Ref    |
| Winner  | 1.  | 2019 | Challenge Tour 2 | Aaron Hill            | 3–0   | [ 12 ] |
| Winner  | 1.  | 2019 | Challenge Tour 2 | Andreas Ploner        | 3–0   | [ 12 ] |
| Winner  | 1.  | 2019 | Challenge Tour 2 | Ashley Hugill         | 3–0   | [ 12 ] |
| Winner  | 1.  | 2019 | Challenge Tour 2 | Alex Millington       | 3–0   | [ 12 ] |

### Challenge Tour 3 (5-6 octubre 2019)
| Outcome | No. | Year | Championship     | Opponent in the final | Score | Ref    |
| Winner  | 1.  | 2018 | Challenge Tour 3 | Aaron Hill            | 3–1   | [ 12 ] |
| Winner  | 1.  | 2018 | Challenge Tour 3 | Stuart Watson         | 3–1   | [ 12 ] |

### Challenge Tour 8 (18-19 de gener de 2020)
| Outcome | No. | Year | Championship     | Opponent in the final | Score | Ref    |
| Winner  | 1.  | 2019 | Challenge Tour 8 | Andrew Doherty        | 3–0   | [ 12 ] |

## Premis
- Afc 6 Ball Solo Snooker Championship 2014 a Karachi, Pakistan
- First Billiard Sports Championship in 2016 in Fajireh UAE
- Campió del campionat asiàtic d'adults a Tabriz, Iran
- Medalla d'or de la primera Copa del Món de 6 pilotes a Doha, Qatar, el 2019
- Medalla d'Or de Snooker amb competicions asiàtiques Soheil Vahedi el 2016
- Medalla d'Or de billar 2016 a Egipte
- Medalla d'Or dels Jocs Asiàtics a Turkmenistan amb Hossein Vafaei i Soheil Vahedi el 2017
- Primera medalla de l'Iran a la caravana als jocs asiàtics de sala interior Incheon Corea del Sud Medalla de plata 2013
- Medalla d'or de billar de 6 pilotes a Qatar Asian 2019